# St. Rochus (Oberforstbach)

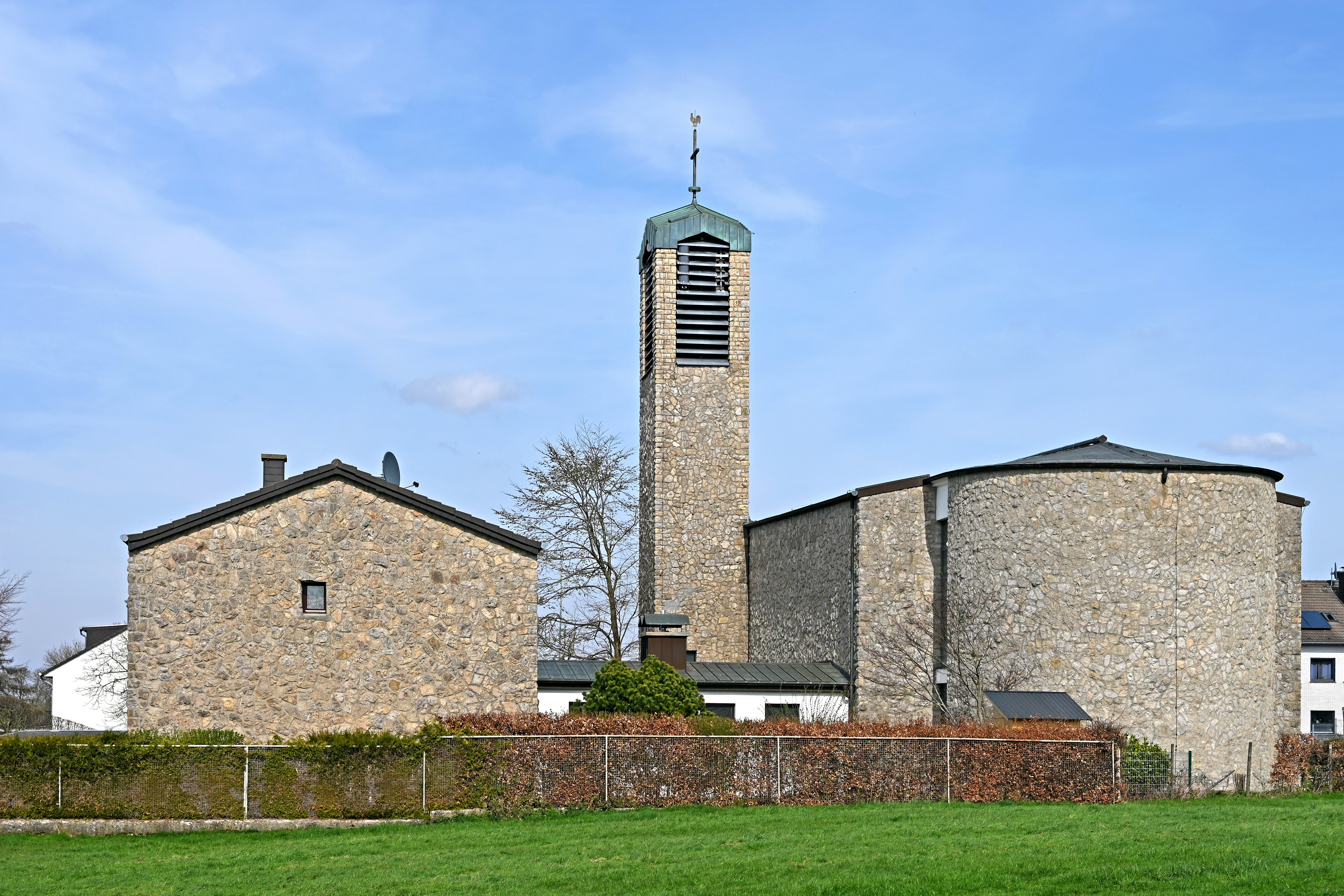
St. Rochus in Oberforstbach

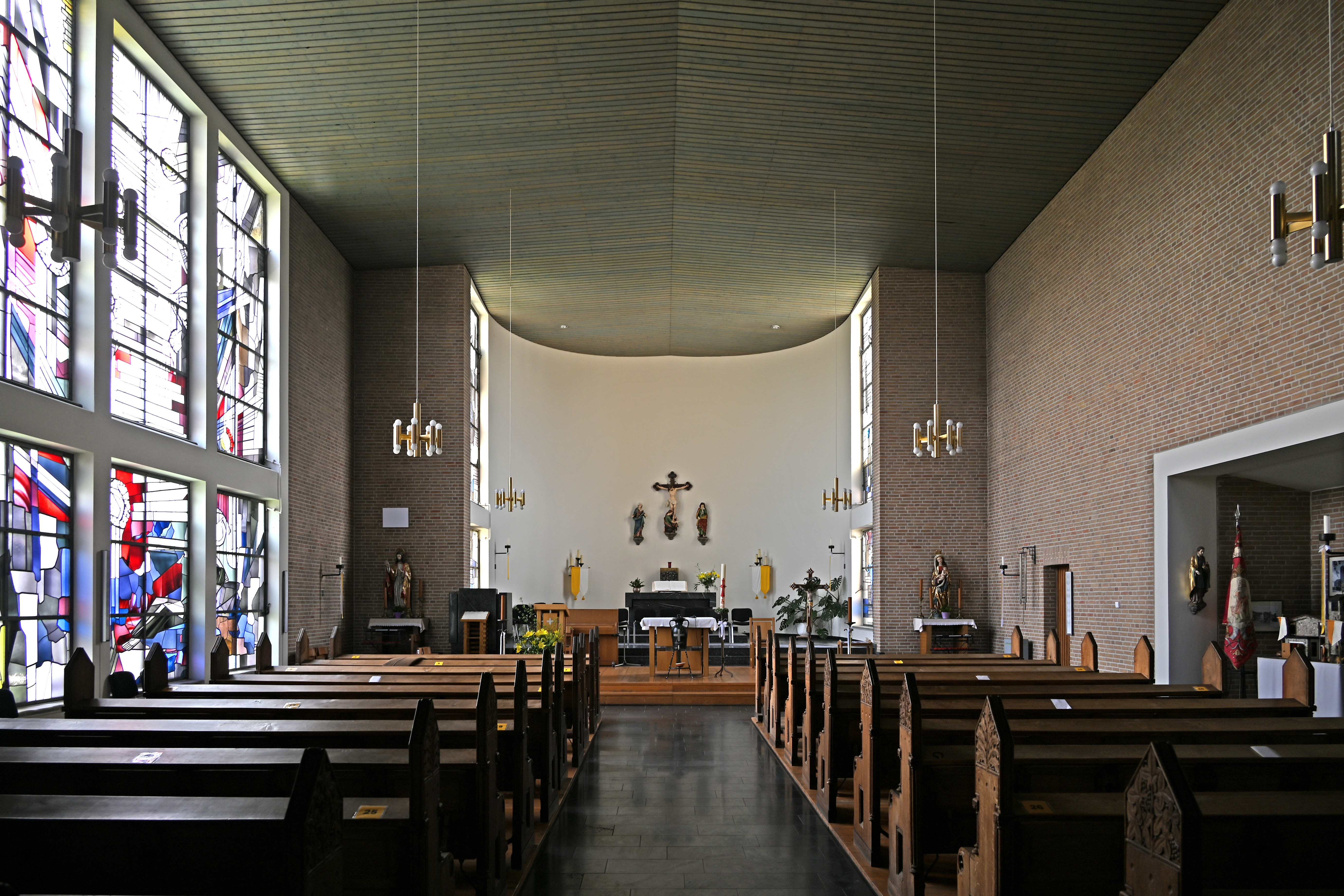
Innenansicht

St. Rochus ist eine römisch-katholische Pfarrkirche in Oberforstbach, einem Stadtteil von Aachen in der Städteregion Aachen in Nordrhein-Westfalen. Sie wurde zwischen 1960 und 1962 nach Plänen von Peter Salm erbaut.
Zur Pfarre zählen neben Oberforstbach auch Bierstrauch, Eich, Entenplatz, Kroitzheid, der Nerscheider Hof, Nütheim, Schleckheim und Wilburg.

## Geschichte
Oberforstbach zählte seit jeher zur Pfarre Kornelimünster und verfügte lange Zeit über kein eigenes Gotteshaus. Erst 1791 wurde eine Kapelle im Ort erbaut, die 1862 erweitert wurde. Schon zwei Jahre darauf wurde der 1791 errichtete Teil abgerissen und durch einen größeren Bau ersetzt, sodass eine deutlich größere Kirche entstanden war. Ab 1857 erhielt Oberforstbach mit Hermann Großimlinghaus den ersten eigenen Rektor, der aber dem Pfarrer von Kornelimünster unterstand. 1893 erhielt das Rektorat vermögensrechtliche Selbstständigkeit, 1912 wurde Oberforstbach schließlich endgültig von Kornelimünster losgelöst und eigenständige Pfarrei.
Nach dem Zweiten Weltkrieg wuchs die Bevölkerung so stark an, sodass die Kirche aus den 1860er Jahren zu klein wurde. Daher wurde ein Neubau an anderer Stelle beschlossen. Baubeginn zur heutigen Kirche war 1960, zwei Jahre später war das neue Gotteshaus fertiggestellt. Die Pläne lieferte der Aachener Architekt Peter Salm. Die feierliche Kirchweihe fand schließlich am 3. Juni 1962 statt. Der Abriss der alten Kirche folgte noch im selben Jahr.

## Baubeschreibung
St. Rochus ist eine flachgedeckte Saalkirche aus Bruchsteinen in Formen der Moderne mit halbkreisförmiger Apsis und seitlich angebautem Glockenturm.

## Ausstattung

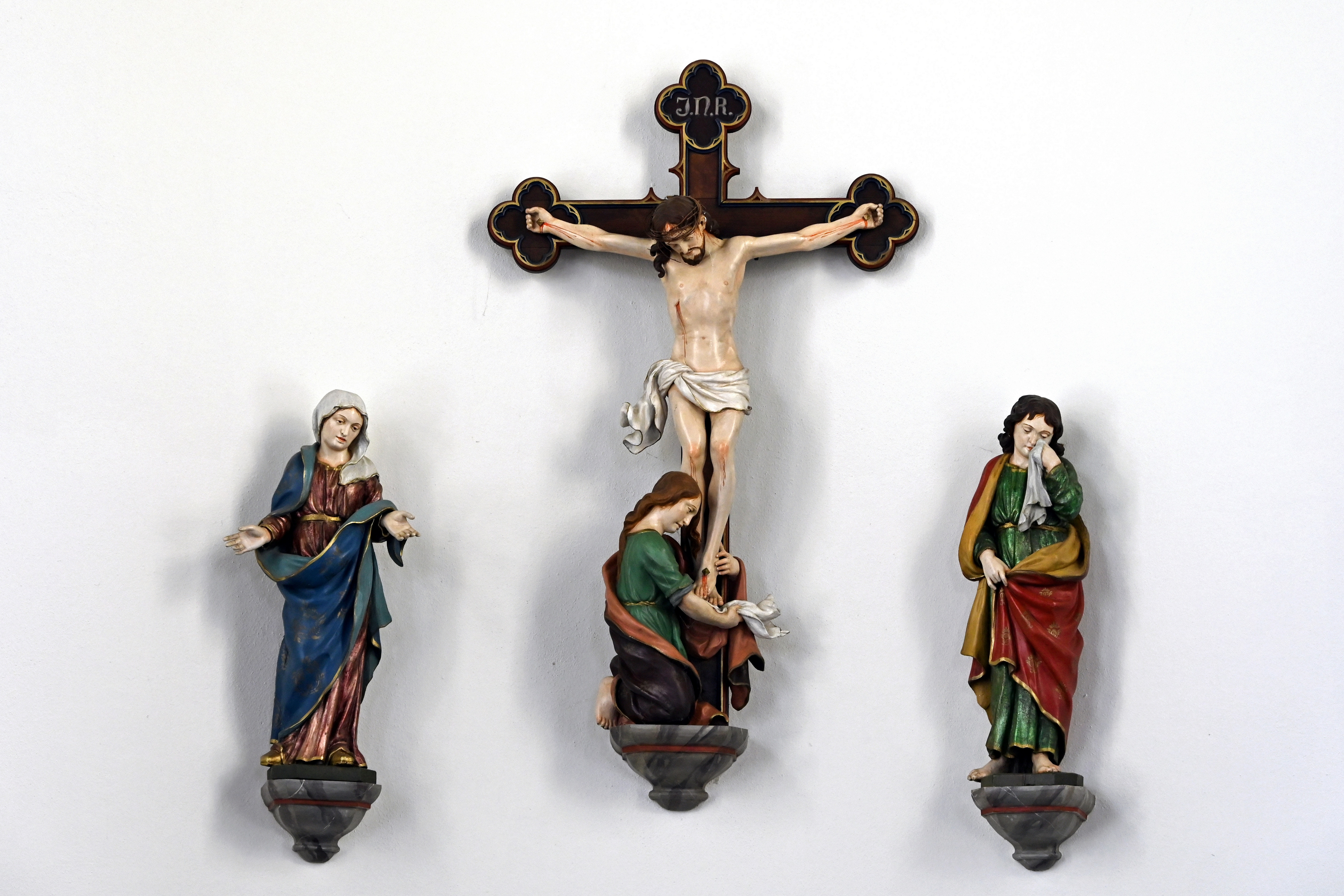
Kreuzigungsgruppe, 18. Jh.

Altar und Ambo wurden 1962 nach Entwürfen von Peter Salm aus Blaustein geschaffen. Die in der Apsis hängende Kreuzigungsgruppe stammt aus dem 18. Jahrhundert. Die 14 Kreuzwegstationen sind Werke der Künstlerin Maria Hasemeier aus dem Jahr 1964. In der Kirche befinden sich Buntglasfenster des Würzburger Künstlers Lucas Gastl aus dem Jahr 1976.
Die Orgel ist ein Werk der Aachener Orgelbauanstalt Karl Bach aus dem Jahr 1967. Sie verfügt über 15 Register, verteilt auf zwei Manuale und Pedal.

## Glocken
Im Glockenturm befindet sich ein dreistimmiges Bronze-Geläut:
| Nr. | Name | Gussjahr | Gießer                                                               | Durchmesser (mm) | Gewicht (kg, ca.) | Schlagton (HT-1/16) | Inschrift |
| --- | ---- | -------- | -------------------------------------------------------------------- | ---------------- | ----------------- | ------------------- | --------- |
| 1   | -    | 1926     | Albert Junker und Bernhard Edelbrock, Fa. Junker & Edelbrock, Brilon | 780              | 290               | c′′                 | –         |
| 2   | -    | 1926     | Albert Junker und Bernhard Edelbrock, Fa. Junker & Edelbrock, Brilon | 600              | 170               | es′′                | –         |
| 3   | -    | 1833     | Karl Gauldard, Aachen                                                | 550              | 100               | f′′                 | –         |

## Pfarrer
Folgende Priester wirkten bislang als Rektor (bis 1912) bzw. Pastor an St. Rochus:
- 1857–1898: Hermann Großimlinghaus (Rektor)
- 1910–1933: Johannes Schmitz
- 1933–1945: Hubert Wilbert
- 1945–1963: Johannes Schwinning
- 1963–1971: Herbert Bock
- 1971–1981: Johannes Scheublein
- 1982–2004: Josef Hirsch
- Seit 2019: Andreas Möhlig